# Lidice
Lidice (în germană: Liditz) este o localitate în Cehia, la nord-vest de Praga. În timpul celui de-al Doilea Război Mondial, după uciderea de către partizani a protectorului german al Boemiei și Moraviei Reinhard Heydrich, localitatea a fost distrusă complet de hitleriști (iunie 1942), iar populația a fost exterminată. Aici se află și un muzeu memorial.

## Istoric
Localitatea a fost menționată pentru prima dată în scris in anul 1318. După industrializarea zonei, mulți localnici lucrau în mine și fabrici în orașele învecinate Kladno și Slaný.

### Uciderea lui Heydrich
În 1942 Reinhard Heydrich era SS-istul cel mai mare în grad și Reichsprotektor al Protectoratului Boemiei și Moraviei din Germania nazistă. Această zonă a fostei Cehoslovacii fusese ocupată de Germania hitleristă începând cu 1939.

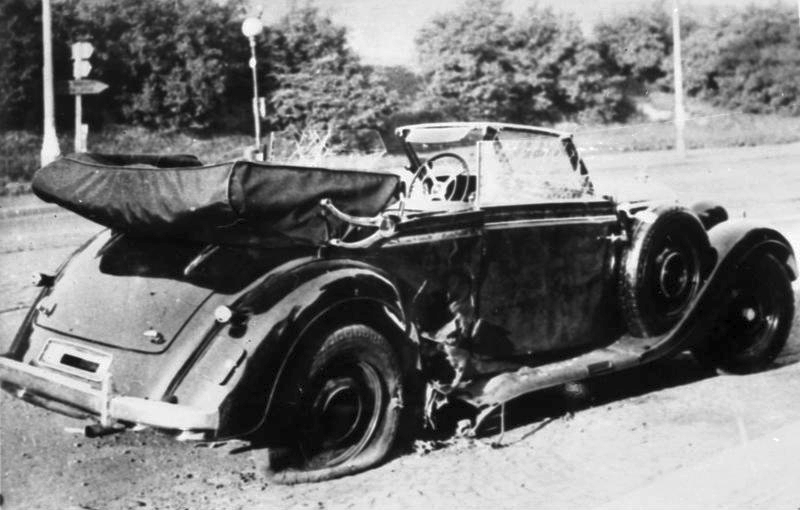
Maşina lui Heydrich la locul asasinatului.

În dimineața zilei de miercuri 27 mai 1942 Heydrich era dus cu mașina de la vila de la țară din Panenské Břežany la biroul său din Castelul Praga. Când a ajuns în zona Holešovice din Praga, mașina sa a fost atacată de doi luptători din rezistența cehoslovacă, Jozef Gabčík și Jan Kubiš. Aceștia, antrenați în Regatul Unit, fuseseră parașutați în Boemia în decembrie 1941 ca parte a Operațiunii Anthropoid. După ce arma lui Gabčík s-a blocat, Kubiš a aruncat o bombă asupra mașinii lui Heydrich. Heydrich a fost rănit fatal de explozie. Ambii parașutiști au reușit să fugă de la locul asasinatului și să se ascundă în locuri pregătite în avans. La 4 iunie 1942 Heydrich a murit în spitalul Bulovka din Praga. Hitler, führer (conducător) al „Reich-ului german”, șocat și înfuriat de asasinat, i-a ordonat lui Kurt Daluege, înlocuitorul lui Heydrich, să „treacă prin sânge” pentru găsirea ucigașilor lui Heydrich. Germanii au început o campanie de represalii masivă și sângeroasă având ca țintă întreaga populație cehă.
Funeraliile lui Heydrich în Berlin nu se terminaseră încă la 9 iunie 1942, când decizia de răzbunare era luată. Karl Hermann Frank, Secretar de Stat pentru Protectoratul German al Boemiei și Moraviei, comandant SS și de poliție, a fost anunțat de la Berlin că führerul a comandat următoarele represalii pentru orice sat ceh găsit vinovat că ar fi colaborat cu atentatorii partizani ce-l omorâseră pe Heydrich:
1. Să fie executați toți bărbații adulți.
2. Să fie transportate toate femeile într-un lagăr de concentrare.
3. Să fie adunați toți copiii potriviți pentru germanizare, și apoi să fie plasați în familii SS-iste în Reich, iar restul copiilor să fie crescuți în alte feluri.
4. Să fie ars din temelii satul respectiv și să fie nivelat complet

### Masacrul
Horst Böhme, comandant SS al diviziei C din Einsatzgruppe, a reacționat imediat. Membri ai wehrmachtului și ai SD (Sicherheitsdienst) au înconjurat satul Lidice, blocând toate căile de scăpare. Regimul nazist a ales acest sat pentru ostilitatea rezidenților săi față de ocupatori și pentru că Lidice era suspectat că ar fi adăpostit partizani ai rezistenței locale.
Toți bărbații satului au fost prinși și duși la ferma familiei Horák la marginea satului. Din casele învecinate au fost luate saltele, și așezate vertical pe pereții hambarului lui Horák. Execuția barbaților a început în jurul orei 7 dimineața. La început bărbații erau împușcați în grupuri de câte cinci, dar lui Böhme i s-a părut că execuțiile decurg prea încet și a ordonat să fie împușcați câte zece bărbați odată. Morții erau lăsați acolo unde au căzut, iar cei nou aduși, viitoare victime, trebuia să treacă mai întâi prin dreptul celor deja morți, pentru ca apoi să fie aliniați în fața lor. Plutonul de execuție făcea doar doi pași în spate și scena de groază se repeta. Bărbații nu erau legați la ochi și erau duși la locul de execuție fără cătușe. Aces spectacol a continuat până la orele după-amiezii când în livada fermei lui Horák erau 173 de cadavre. În ziua următoare alți unsprezece bărbați care lucrau într-o mină, împreună cu șapte femei au fost trimiși la Praga unde au fost de asemenea împușcați.
Toate femeile și copiii din sat au fost duși mai întâi la școala din Lidice. Apoi au fost transportați în orașul învecinat Kladno, unde au fost deținuți în școala de gramatică pentru trei zile. Copiii au fost despărțiți apoi cu forța de mamele lor. 184 de femei din Lidice au fost urcate în camioane și transportate la 12 iunie 1942 la gara din Kladno și urcate cu forța într-un tren special de călători păzit de o escortă numeroasă. În dimineața lui 14 iunie 1942 trenul s-a oprit pe o linie de încărcare/descărcare unde asteptau o mulțime de femei gardieni cu câini și înarmate. Sub strigăte și abuzuri verbale continue, femeile din Lidice au fost duse la lagărul de concentrare Ravensbrück. La sosire ele au fost mai întâi izolate într-un bloc special. Femeile au fost puse să muncească în fabrici de textile, pielărie, construcție de drumuri și fabrici de muniție. La fabrica de muniție cea mai mică ofensă era pedepsită prin stat în picioare și înfometare pentru multe ore, sau prin scufundare în apă rece ca gheața. Lipsa igienei și răspândirea bolilor contagioase a dus la moartea majorității femeilor. Altele au înnebunit sau au fost ucise.
Optzeci și opt de copii din Lidice au fost transportați în incinta fostei fabrici de textile de pe strada Gneisenau din Łódź (Polonia). Sosirea lor a fost anunțată de o telegramă de la biroul din Praga al lui Horst Böhme, care se încheia cu: copiii își vor lua cu ei doar hainele ce le poartă. Nu se dorește niciun tratament special. Grija a fost minimă. Copiii nu au fost hrăniți suficient și câțiva copilași de care aveau grijă fetele mai în vârstă plângeau întruna de foame. Copiii au dormit pe podeaua goală și s-au acoperit doar cu hainele aduse de acasă — dacă și-au adus. Au suferit din cauza lipsei de igienă și din cauza bolilor. Conform ordinelor conducerii lagărului, copiilor nu li s-a acordat nicio îngrijire medicală. La scurt timp după sosirea lor la Łódź, șapte copii au fost aleși la întâmplare pentru germanizare forțată.
Spre sfârșitul lui iunie Adolf Eichmann o ordonat masacrarea celor 81 de copii rămași. La 11 iulie 1942 copiilor din Lidice li s-a permis să scrie vederi rudelor. La 2 iulie 1942 toți cei 81 de copii din Lidice au fost mânați spre biroul gestapoului din Łódź, care i-a transportat la lagărul de exterminare Chełmno, la 70 de kilometri distanță, unde au fost gazați cu substanță Magirus. Este aproape sigur ca au fost uciși în ziua sosirii. Din cei 105 copii din Lidice, 82 au murit la Chełmno, iar șase au murit în orfelinatele germane „Lebensborn”. S-au întors acasă numai 17 copii.
Satul a fost ars din temelii, iar rămășițele clădirilor au fost distruse cu buldozerele, fiecare dovadă rămasă în picioare fiind distrusă. Nici chiar cei îngropați în cimitirul satului nu au fost cruțați. Rămășițele lor au fost dezgropate și distruse. A fost realizat un film al întregului proces de către Franz Treml. Colaborator al serviciilor secrete germane, Treml avusese un magazin de produse Zeiss-Ikon în Palatul Lucerna din Praga. După ocuparea germană el a devenit consultant în materie de filme al Partidului Muncitoresc German Național-Socialist, partidul nazist al lui Hitler.
În total, aproximativ 340 de persoane din Lidice au murit în urma represaliilor germane (192 bărbați, 60 femei și 88 copii).
Un alt mic sat ceh, numit Ležáky, a fost de asemenea distrus de germani la 24 iunie, la două săptămâni după Lidice. Aici atât bărbații cât și femeile au fost împușcați și copiii au fost trimiși în lagăre de concentrare sau „arianizați” (germanizați).
Prețul în morți rezultat din dorința de a răzbuna moartea lui Heydrich este estimat la 1.300. Această numărătoare include rude ale partizanilor din Rezistența cehă, susținători ai lor, elite cehe suspectate de lipsă de loialitate și victime întâmplătoare precum cele din Lidice. Afirmația că satul Lidice i-ar fi ascuns pe atentatori s-a dovedit ulterior a fi fost falsă.

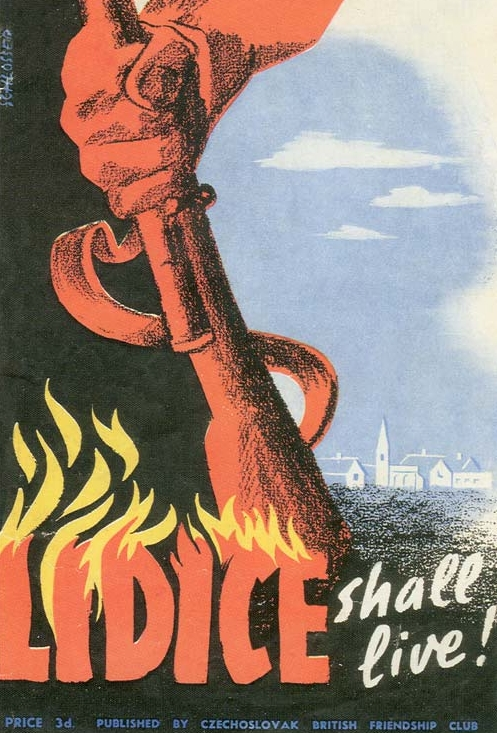
Poster britanic ce comemorează masacrul de la Lidice

Propaganda nazistă a anunțat deschis și cu mândrie evenimentele din Lidice, contrar altor masacre din Europa ocupată, pe care le-au ținut secrete. Informația a fost preluată instantaneu de presa aliată.

### Comemorări
În septembrie 1942 minerii din Stoke-on-Trent în Marea Britanie au fondat organizația Lidice Shall Live cu scopul de a strânge fonduri pentru reconstrucția satului după război.
La scurt timp după distrugerea satului, câteva localități din diferite țări au preluat numele Lidice (precum San Jerónimo-Lídice din Mexico City, Barrio Lídice și spitalul din Caracas, Venezuela, Lídice de Capira în Panama precum și alte localități din Brazilia), așa că numele va dăinui în ciuda intențiilor lui Hitler. Un cartier din Crest Hill, Illinois, a fost redenumit din Stern Park în Lidice. Lidice a devenit și nume de femeie în multe țări. O piață din orașul englezesc Coventry, ea însăși devastată în timpul celui de Al Doilea Război Mondial, este numită după Lidice. O alee din centrul orașului Santiago, Chile, este numită după localitatea Lidice.